# مقاطعة بم
مقاطعة بم (بالفارسية: شهرستان بم) هي مقاطعة تقع في إيران في محافظة كرمان. يقدر عدد سكانها بـ 118,037 نسمة .